# Sistema de Justicia en Guatemala
El Sistema judicial en la República de Guatemala está formada por organismos que la componen.

## Organismos, entidades e instituciones
La Corte Suprema de Justicia es el lugar en el que la Justicia de Guatemala tiene su Corte Suprema. 
La Justicia en Guatemala 
El sistema judicial de Guatemala está formada por organismos, entidades descentralizadas, autónomas y semiautónomas del Estado, que son descritos en la Constitución Política de la República de Guatemala y en las demás leyes de la nación que lo permitan, a la cabeza de este sistema se encuentra la Corte Suprema de Justicia.
Dentro de los organismos y entidades que se encuentran en el Sistema Judicial de Guatemala encontramos actualmente:
·             El Organismo Judicial (OJ) incluye a la:
1.       Corte Suprema de Justicia (CSJ);
2.       Tribunales de Apelaciones;
3.       Juzgados de Primera Instancia; y
4.       Juzgados de Paz.
La Corte Suprema de Justicia es el tribunal de mayor rango y tiene la responsabilidad de la administración del Organismo Judicial, incluyendo la labor de presupuesto y los recursos humanos.
·             La Corte de Constitucionalidad (CC) es el máximo tribunal en materia constitucional.
·             El Ministerio Público (MP), dirigido por el fiscal general de la Nación, ejercita la acción penal con exclusividad y dirige la investigación penal.
El procurador general de la Nación (PGN) es el representante y asesor jurídico del Estado.
El procurador de los Derechos Humanos (PDH) es el delegado del Congreso de la República de Guatemala y su función es promover y velar por el respeto y defensa de los derechos humanos.
·             El Ministerio de Gobernación es el responsable de la seguridad ciudadana, la administración del Sistema Penitenciario y de la Policía Nacional Civil.
·             El Instituto de Defensa Pública Penal (IDPP) apoya a la ciudadanía proporcionando asistencia legal en forma gratuita.
·             Otras entidades vinculadas al sector de justicia son el:
1.       Colegio de Abogados y Notarios de Guatemala (CANG) y las Facultades de Derecho de las Universidades de Guatemala. 
2.       La Comisión Internacional Contra la Impunidad en Guatemala (CICIG) es un organismo internacional perteneciente a la ONU para ayudar a fortalecer el sistema judicial guatemalteco.